# Бромид циркония(IV)
Бромид циркония(IV) — неорганическое соединение, соль металла циркония и бромистоводородной кислоты с формулой ZrBr4, бесцветные кристаллы, реагирует с водой.

## Получение
- Реакция брома и порошкообразного циркония:

{\displaystyle {\mathsf {Zr+2Br_{2}\ {\xrightarrow {T}}\ ZrBr_{4}}}}
- Реакция оксида циркония(IV) и брома в присутствии восстановителей:

{\displaystyle {\mathsf {ZrO_{2}+2Br_{2}+C\ {\xrightarrow {T}}\ ZrBr_{4}+CO_{2}}}}
- Реакция карбида циркония и брома:

{\displaystyle {\mathsf {ZrC+2Br_{2}\ {\xrightarrow {T}}\ ZrBr_{4}+C}}}

## Физические свойства
Бромид циркония(IV) образует бесцветные кристаллы 
кубической сингонии, параметры ячейки a = 1,095 нм.
В воде подвергается полному гидролизу.
Растворяется в этаноле и диэтиловом эфире.

## Химические свойства
- Реагирует с водой:

{\displaystyle {\mathsf {ZrBr_{4}+H_{2}O\ {\xrightarrow {}}\ ZrOBr_{2}+2HBr}}}